# Jon Stephenson von Tetzchner
Jon Stephenson von Tetzchner (in islandese Jón; Seltjarnarnes, 29 agosto 1967) è un programmatore e imprenditore islandese.
È il cofondatore e amministratore delegato di Vivaldi Technologies. Prima di avviare il browser web Vivaldi, ha lanciato un sito della comunità chiamato Vivaldi.net. Tetzchner è anche un cofondatore ed ex CEO di Opera Software.